# Glenn Carano
Glenn Carano é um ex-jogador profissional de futebol americano estadunidense.

## Carreira
Glenn Carano foi campeão da temporada de 1977 da National Football League jogando pelo Dallas Cowboys.